# ومپیر (بازی ویدئویی)
ومپایر (به انگلیسی: Vampyr) یک بازی ویدئویی در سبک نقش‌آفرینی اکشن است که توسط شرکت فرانسوی دونت‌ناد انترتینمنت توسعه یافته و به‌وسیلهٔ فوکوس هوم اینتراکتیو منتشر شده است. این بازی در ۵ ژوئن ۲۰۱۸، برای مایکروسافت ویندوز، ایکس‌باکس وان و پلی‌استیشن ۴ در دسترس قرار گرفت. نسخه کنسول نینتندو سوئیچ این بازی نیز در ۲۹ اکتبر ۲۰۱۹ عرضه گردید. داستان بازی دربارهٔ جاناتان رید، دکتری که به یک خون‌آشام تبدیل شده است، و بین سوگندنامه بقراط و طبیعت تشنه به خون تازه یافته‌اش سرگردان شده است.

## داستان
داستان بازی دربارهٔ دکتری خون‌آشام به نام جاناتان رید است که باید با شرایط نامیرایی خود دست و پنجه نرم کند. دکتر جاناتان رید در واقعه‌ای ناگهانی توسط یکی از بیمارانش گاز گرفته شده و تبدیل به یک خون‌آشام می‌شود. او باید با دو وضعیت مختلف همچون درمان کردن بیماران و سوگندنامه بقراط پزشکی‌اش، و از طرف دیگر، جنبه تازهٔ خون‌آشامی و طبیعت تشنه به خون خود کنار بیاید. بازیکنان برای به اتمام رساندن بازی، هیچ نیازی به کشتن افراد ندارند. از محاوره و گفتگوهای شاخه‌ای می‌توان برای شکار قربانیان به منظور تغذیه از آن‌ها استفاده کرد، که باعث ارتقای درجهٔ تجربه، قدرت و توانایی‌های شخصیت اصلی بازی خواهد شد. سلاح‌های سرد و دوربرد نیز برای مقابله با دشمنان در طی بازی در اختیار بازیکن قرار دارد.
داستان ومپیر برگرفته از همه‌گیری ۱۹۱۸ آنفلوانزای اسپانیایی است.

## بازتاب‌ها
| گردآورنده  | امتیاز                                                     |
| ---------- | ---------------------------------------------------------- |
| گیم‌رنکینگز | ۷۱٫۳۲٪                                                     |
| متاکریتیک  | ۷۲/۱۰۰ (پی‌سی) ۷۰/۱۰۰ (پی‌اس۴) ۷۰/۱۰۰ (اکس‌وان) ۶۹/۱۰۰ (ان‌اس) |

| ناشر                    | امتیاز      |
| ----------------------- | ----------- |
| الکترونیک گیمینگ مانثلی | ۸/۱۰        |
| گیم اینفورمر            | ۶/۱۰        |
| گیم رولیشن              | 2.5/5 ستاره |
| گیم‌اسپات                | ۷/۱۰        |
| گیمز ریدار+             | 3.5/5 ستاره |
| آی‌جی‌ان                  | ۷/۱۰        |

این بازی بر طبق وبگاه متاکریتیک، نقدهای متفاوت و متوسطی دریافت کرد.